# Emmanuel Munding
Emmanuel Munding OSB (* 12. Januar 1882 in Tettnang als Max Munding; † 25. Dezember 1960 in Tuttlingen) war ein deutscher Benediktiner.

## Leben
Er studierte Philosophie und Theologie in Maria Laach und Beuron. Nach der Profess 1902 und Priesterweihe 1907 studierte er Geschichte und Paläografie (Bonn 1908–1912) und in Zürich, St. Gallen und Engelberg. Er arbeitete am Palimpsest-Institut Beuron mit, Aufenthalt in Neresheim (1920–1921), Weingarten (1923–1927), Neuburg b. Heidelberg (1928–1929), Monte Cassino (1938–1944). 1944 kehrte er nach Beuron zurück.

## Schriften (Auswahl)
- Das Verzeichnis der St. Galler Heiligenleben und ihrer Handschriften in Codex Sangallensis N. 566. Ein Beitrag zur Frühgeschichte der St. Galler Handschriften-Sammlung. Nebst Zugabe einiger hagiologischer Texte, Beuron 1918, OCLC 611291482.
- Königsbrief Karls des Großen an Papst Hadrian über Abt-Bischof Waldo von Reichenau-Pavia. Palimpsest-Urk. aus Cod. Latinus Monacensis N. 6333, Beuron 1920, OCLC 180644436.
- Abt-Bischof Waldo, Begründer des goldenen Zeitalters der Reichenau, Beuron 1923, OCLC 222184635.
- Palimpsesttexte des Cod. Lat. Monacensis N. 6333. I. Die benediktinischen Texte: Die Übertragung des Leibes des hl. Benedikt nach Frankreich (S. 1-218), Beuron 1930, OCLC 222077909.
- Die Kalendarien von St. Gallen aus 21 Handschriften des 9.–11. Jahrhunderts.
  - 1. Teil: Texte. 1948, OCLC 630327424.
  - 2. Teil: Untersuchungen, Beuron 1951, OCLC 1123725734.
- Die Weltoblaten des hl. Benedikt. Beuroner Kunstverlag, Beuron 9. umgearb. und erweiterte Auflage 1952, OCLC 73559984.
- Das Palimpsest-Institut in Beuron. In: Studien und Mitteilungen zur Geschichte des Benediktinerordens und seiner Zweige 33 (1912) 742–745, ISSN 0303-4224.
- Der Untergang von Montecassino am 15. Februar 1944. In: Zeugnis des Geistes. Beuroner Kunstverlag, Beuron 1947, 112–138, OCLC 312546111.
- Das älteste Kalendar der Reichenau. In: Festschrift Alban Dold 1952, 236–246, OCLC 417133555.
- Zur Entwicklung der St. Galler Gottesdienstordnung. In: ZSKG 55 (1961) 139–167, doi:10.5169/seals-128613, 309–331, doi:10.5169/seals-128619.
- 11. Abt-Bischof Waldo, der Begründer des goldenen Zeitalters der Reichenau. In: Benediktinische Monatsschrift 6 (1924) 153–168, 248–259, ISSN 0930-4924.
- Monika und Augustinus. Ein heiliger Sohn über seine heilige Mutter. In: Benediktinische Monatsschrift 12 (1939) 261–269, ISSN 0930-4924.
- Sind die Gebeine des hl. Benedikt in Montecassino oder in Fleury?. In: Benediktinische Monatsschrift 29 (1953) 460–469, ISSN 0930-4924.
- (Hrsg.): St. Benediktus-Medaille - Heilige und Selige O.S.B. - Geistliche Schriften O.S.B. Für Freunde des Benediktinerordens besonders für Obladen. Beuroner Kunstverlag, Beuron 1953.